# Isaiah Prince
Isaiah Prince (Greenbelt, 29 luglio 1997) è un giocatore di football americano statunitense che milita nel ruolo di offensive tackle per gli Atlanta Falcons della National Football League (NFL).

## Carriera

### Miami Dolphins
Prince fu scelto nel corso del sesto giro (202º assoluto) del Draft NFL 2019 dai Miami Dolphins. Disputò 4 partite di cui 2 come titolare prima di venire svincolato il 5 dicembre 2019.

### Cincinnati Bengals
Il 6 dicembre 2019, Prince firmò con i Cincinnati Bengals. Nella stagione 2020 decise di non scendere in campo a causa della pandemia di COVID-19. Il 13 febbraio 2022 partì come titolare nel Super Bowl LVI ma i Bengals furono sconfitti dai Los Angeles Rams per 23-20.

## Palmarès
- American Football Conference Championship: 1

Cincinnati Bengals: 2021